# (33693) 1999 KA
1999 KA (asteroide 33693) é um asteroide da cintura principal. Possui uma excentricidade de 0.13853890 e uma inclinação de 13.90162º.
Este asteroide foi descoberto no dia 16 de maio de 1999 por Paul G. Comba em Prescott.